# NK Rudeš Zagreb
NK Rudeš hrvatski je nogometni klub iz naselja Rudeš u Zagrebu. U sezoni 2025./26. natječe se u 1. NL.

## Povijest
U Rudešu se nogomet počeo igrati već sredinom 20. stoljeća.
Ranih pedesetih godina 20. stoljeća, na livadi Celini u Rudešu se počeo igrati nogomet. Celinom se zvala livada na kojoj se danas nalazi ambulanta. Upravo s tog mjesta kasnije će na stadione diljem Hrvatske i Europe krenuti nove generacije zagrebačkih nogometaša.
Prema pričanju Ivana Šanteka (Hajbe) u Rudešu je cijela povijest oko nogometa započela na Celini pedesetih godina. Nekolicina dječaka okupljenih na Celini napravila je običnu „krpenjaču“. Krpenjača je stari izraz za loptu napravljenu od najjednostavnijih krpa. Nedugo zatim nastala je prava pomama za tim neobičnim predmetom koji će se s vremenom razviti u najvažniji sporedni predmet na svijetu. Zbog svoje aktivnosti oko okupljanja nogometnog tima, treba spomenuti da su novopečeni nogometaši nerijetko bili, zbog svog pridrživanja veseloj družini „špotani“ od svojih roditelja. Bilo je zaista dosta talentiranih momaka, što će konačno i njihovi životni putovi potvrditi. Spomenuti treba stare Rudeške legende kao što su Ivan Šantek mlađi (kojemu je u tadašnje vrijeme nadjenut epitet „zvijezde zagrebačkog nogometa“), te Ivan Šantek stariji (nadaleko poznati Hajba kojemu je karijera obilježena golovima zagrebačkim suparnicima kao što su HAŠK, Zagreb) koji se poslije prihvatio trenerskog posla (prvi školovani nogometni trener iz Rudeša). Hajba je imao i vrlo važnu ulogu pri osnivanju NK Rudeša 1957. godine.
Kvart Rudeš dao je dosta nogometaša i nekolicinu učitelja nogometa govoreći o ulozi koju je nogomet u Rudešu imao, a i danas ga ima u zagrebačkom sportskom životu. Adresa nogometnog kluba Rudeš je Rudeška cesta 25, 10000 Zagreb.
Od 2001. do 2002. zvao se Rudeš C.I.O.S.
Klub je igrao u 1. HNL od sezone 2016./17., pa sve do 2018./19. kada se nakon posljednjeg mjesta u prvenstvu vraća u 2. HNL. To natjecanje koje se od sezone 2022./23. zove 1. NL, Rudeš je osvojio te sezone te je time ostvario plasman u HNL (novi naziv za 1. HNL) za iduću sezonu.

## Pregled plasmana po sezonama
| Sezona    | Rang | Liga                                    | Plasman |
| --------- | ---- | --------------------------------------- | ------- |
| 1961./62. | IV.  | Podsavezna liga Zagrebačkog podsaveza   | 4.      |
| 1962./63. | IV.  | Zagrebačka liga                         | 2.      |
| 1963./64. | III. | Zagrebačka zona                         | 8.      |
| 1964./65. | III. | Zagrebačka zona                         | 8.      |
| 1965./66. | III. | Zagrebačka zona                         | 9.      |
| 1966./67. | III. | Zagrebačka zona                         | 11.     |
| 1967./68. | III. | Zagrebačka zona                         | 9.      |
| 1968./69. | III. | Zagrebačka zona                         | 12.     |
| 1969./70. | III. | Zagrebačka zona                         | 3.      |
| 1970./71. | III. | Zagrebačka zona                         | 7.      |
| 1971./72. | III. | Zagrebačka zona                         | 6.      |
| 1972./73. | III. | Zagrebačka zona                         | 7.      |
| 1973./74. | IV.  | Zagrebačka zona                         | 14.     |
| 1974./75. |      |                                         |         |
| 1975./76. |      |                                         |         |
| 1976./77. |      |                                         |         |
| 1977./78. |      |                                         |         |
| 1978./79. |      |                                         |         |
| 1979./80. | V.   | 1. Zagrebačka liga                      | 7.      |
| 1980./81. |      |                                         |         |
| 1981./82. |      |                                         |         |
| 1982./83. | V.   | Zagrebačka zona – Zapad                 | 6.      |
| 1983./84. | IV.  | Regionalna liga Zajednice općina Zagreb | 5.      |
| 1984./85. |      |                                         |         |
| 1985./86. | V.   | Zagrebačka zona                         | 11.     |
| 1986./87. | V.   | Zagrebačka zona                         | 12.     |
| 1987./88. |      |                                         |         |
| 1988./89. |      |                                         |         |
| 1989./90. |      |                                         |         |
| 1990./91. |      |                                         |         |
| 1992.     |      |                                         |         |
| 1992./93. |      |                                         |         |
| 1993./94. | V.   | 1. Zagrebačka liga                      | 14.     |
| 1994./95. |      |                                         |         |
| 1995./96. |      |                                         |         |
| 1996./97. |      |                                         |         |
| 1997./98. | IV.  | 1. Zagrebačka liga                      | 8.      |
| 1998./99. | V.   | 2. Zagrebačka liga                      | 2.      |
| 1999./00. | IV.  | 1. Zagrebačka liga                      | 10.     |
| 2000./01. | IV.  | 1. Zagrebačka liga                      | 9.      |
| 2001./02. | IV.  | 1. Zagrebačka liga                      | 10.     |
| 2002./03. | IV.  | 1. Zagrebačka liga                      | 1.      |
| 2003./04. | III. | 3. HNL – Središte                       | 2.      |
| 2004./05. | III. | 3. HNL – Središte                       | 2.      |
| 2005./06. | III. | 3. HNL – Središte                       | 8.      |
| 2006./07. | III. | 3. HNL – Zapad                          | 6.      |
| 2007./08. | III. | 3. HNL – Zapad                          | 5.      |
| 2008./09. | III. | 3. HNL – Zapad                          | 1.      |
| 2009./10. | II.  | 2. HNL                                  | 7.      |
| 2010./11. | II.  | 2. HNL                                  | 4.      |
| 2011./12. | II.  | 2. HNL                                  | 6.      |
| 2012./13. | II.  | 2. HNL                                  | 3.      |
| 2013./14. | II.  | 2. HNL                                  | 4.      |
| 2014./15. | II.  | 2. HNL                                  | 4.      |
| 2015./16. | II.  | 2. HNL                                  | 5.      |
| 2016./17. | II.  | 2. HNL                                  | 1.      |
| 2017./18. | I.   | 1. HNL                                  | 8.      |
| 2018./19. | I.   | 1. HNL                                  | 10.     |
| 2019./20. | II.  | 2. HNL                                  | 5.      |
| 2020./21. | II.  | 2. HNL                                  | 2.      |
| 2021./22. | II.  | 2. HNL                                  | 2.      |
| 2022./23. | II.  | 1. NL                                   | 1.      |
| 2023./24. | I.   | HNL                                     | 10.     |
| 2024./25. | II.  | 1. NL                                   | 9.      |
| 2025./26. | II.  | 1. NL                                   |         |

## Uspjesi
- 2. HNL/1. NL

- prvak (1): 2016./17., 2022./23.

- 3. HNL – Zapad

- prvak (1): 2008./09.

- Kup ZNS-a

- osvajač (3): 2011., 2016., 2017.
- finalist (2): 2004., 2010.

## Vanjske poveznice
- Službena web-stranica
- Profil, HNS Semafor
- Profil, Nogometni leksikon